# Żyła wzgórzowo-prążkowiowa górna
Żyła wzgórzowo-prążkowiowa górna, żyła krańcowa (łac. vena thalamostriata superior, vena terminalis) – w anatomii człowieka jedna z żył głębokich mózgu. Rozpoczyna się w rowku pomiędzy ciałem prążkowanym i wzgórzem, otrzymując kilka dopływów żylnych z obu struktur, łącząc się za sklepieniem z żyłą naczyniówkową górną, tworzy żyłę wewnętrzną mózgu.